# Мехеллат (шахрестан)
Мехелла́т или Мехела́т (перс. شهرستان محلات‎) — одна из 10 областей (шахрестанов) иранской провинции Меркези. Административный центр — город Мехеллат.
В состав шахрестана входит только один район (бахш):
- Меркези (центральный) (بخش مرکزی)

Население области на 2006 год составляло 48 458 человек.

## Населённые пункты
| Русское название | Оригинальное название (фарси) | Население, чел. (2006) |
| ---------------- | ----------------------------- | ---------------------- |
| Мехеллат         | محلات                         | 35 319                 |
| Нимвар           | نيمور                         | 5 915                  |
| Бакерабад        | باقراباد                      | 1 366                  |
| Нехджирван       | نخجيروان                      | 842                    |